# エティエン・ヴェリコニャ
エティエン・ヴェリコニャ（スロベニア語: Etien Velikonja、1988年12月26日 - ）は、スロベニア・シェンペテル＝ヴロトイバ市シェンペテル・プリ・ゴリツィ出身の元サッカー選手。元スロベニア代表。現役時代のポジションはフォワード。2008-09シーズンのスロベニアリーグ得点王である。

## 経歴
スロベニア西部、イタリアとの国境近くの町シェンペテル・プリ・ゴリツィの出身。2006-07シーズン、17歳でNDゴリツァのトップチームに昇格。2008-09シーズンには17得点をあげ、20歳でスロベニアリーグ得点王を獲得するとともにヤング・プレイヤー・オブ・ザ・イヤーに選出された。ヴェリコニャには、イングランドのミドルスブラFC、フランスのAJオセールなど多くのクラブからの興味が報道された。翌2009-10シーズンは2009年10月に左膝前十字靭帯断裂の重傷を負い、約半年に渡るリハビリを経て2010年4月に復帰した。
2011年1月17日、ヴェリコニャはNKマリボルと契約を結んだ。契約期間は2013年12月31日まで。マリボルはヴェリコニャ獲得の対価としてゴリツァへ264,000ユーロの移籍金を支払い、加えて22歳のストライカー、ヴィト・プルトを放出した。
2012年7月、カーディフ・シティFCへ完全移籍。2015年1月8日、ジュピラー・プロ・リーグのリールセSKにシーズン終了までの期限付き移籍で加入した。
スロベニア代表としては、2009年8月12日の2010FIFAワールドカップ予選サンマリノ代表戦にて初出場。2010 FIFAワールドカップでは代表入りを逃したが、ワールドサッカーキング誌が監修したOCNスポーツの大会特設サイトでは「機動力と鋭いゴール嗅覚を持つストライカー」と、代表選手に並んで紹介がされた。

## 獲得タイトル

### クラブ
マリボル
- 1.SNL : 2回 2010-11, 2011-12
- スロベニア・カップ : 1回 2011-12
- スロベニア・スーパーカップ : 1回 2012

ゴリツァ
- 2.SNL : 1回 2021-22

### 個人
- 1.SNL 得点王 : 1回 2008-09

## 個人成績
2011年1月17日現在
| クラブ成績 | クラブ成績 | クラブ成績 | リーグ | リーグ | カップ | カップ | 国際大会   | 国際大会   | 通算 | 通算 |
| シーズン   | クラブ     | リーグ     | 出場   | 得点   | 出場   | 得点   | 出場       | 得点       | 出場 | 得点 |
| スロベニア | スロベニア | スロベニア | リーグ | リーグ | カップ | カップ | ヨーロッパ | ヨーロッパ | 通算 | 通算 |
| ---------- | ---------- | ---------- | ------ | ------ | ------ | ------ | ---------- | ---------- | ---- | ---- |
| 2006-07    | ゴリツァ   | 1.SNL      | 7      | 1      | 0      | 0      | 2          | 0          | 9    | 1    |
| 2007-08    | ゴリツァ   | 1.SNL      | 31     | 5      | 0      | 0      | 2          | 0          | 33   | 5    |
| 2008–09    | ゴリツァ   | 1.SNL      | 32     | 17     | 4      | 4      | 3          | 1          | 39   | 22   |
| 2009-10    | ゴリツァ   | 1.SNL      | 16     | 5      | 0      | 0      | 2          | 0          | 18   | 5    |
| 2010-11    | ゴリツァ   | 1.SNL      | 19     | 5      | 3      | 3      | 2          | 0          | 24   | 8    |
| 2010-11    | マリボル   | 1.SNL      |        |        |        |        |            |            |      |      |
| 通算       | スロベニア | スロベニア | 105    | 33     | 7      | 7      | 11         | 1          | 123  | 41   |
| 総通算     | 総通算     | 総通算     | 105    | 33     | 7      | 7      | 11         | 1          | 123  | 41   |